# Clashnessie
Clashnessie (Schots-Gaelisch: Clais an Easaidh) is een kustdorpje ten noorden van Lochinver in de Schotse lieutenancy Sutherland in het raadsgebied Highland.